# Spaghetti a Detroit
Spaghetti a Detroit è un brano musicale lanciato nel 1967 dal cantante italiano Fred Bongusto, musicato e scritto dallo stesso Bongusto e Franco Migliacci.

## Il brano

### Storia
Il brano fu pubblicato per la prima volta come lato B del 45 giri ...E mi consuma l'estate/Spaghetti, insalatina e una tazzina di caffè a Detroit.
È uno dei pezzi più famosi e riusciti del cantante molisano, con l'arrangiamento swing jazz e la voce filtrata come da un vecchio grammofono anni '20. Il protagonista racconta il ricordo di una storia d'amore conclusa, dopo essere ritornato verosimilmente in Italia, vissuta con una cantante Lola, a Detroit negli USA.
L'amante, provato dall’esperienza sentimentale, non riesce a mangiare che piatti leggeri come "spaghetti, pollo, insalatina e una tazzina di caffè...", rispetto all’appetito che aveva in precedenza. La immaginaria Detroit, evocata in questo brano, ricorda la Chicago di Fred Buscaglione.
Fa parte della colonna sonora del film Il tigre diretto nel 1967 da Dino Risi e interpretato da Vittorio Gassman.

### Jingle pubblicitario
In seguito al successo riscosso dalla canzone, a Nicola Arigliano fu chiesto di pubblicizzare il Digestivo Antonetto, utilizzandola come jingle e modificando l'incipit "Spaghetti, pollo, insalatina / e una tazzina di caffè, / a malapena riesco a mandar giù" in "Spaghetti, pollo, peperoni, / 3 polpette e 6 bignè, / lo stomaco è pesante / e non ne posso più".

### Affari Tuoi
Dal 2025, il brano viene utilizzato dal programma Affari tuoi come presentazione della specialità (un piatto tipico regionale a seconda della provenienza del pacchista sorteggiato per giocare) presente come opzione nei premi.